# Блу-Еш (Огайо)
Блу-Еш (англ. Blue Ash) — місто (англ. city) в США, в окрузі Гамільтон штату Огайо. Населення — 13 394 особи (2020).

## Географія
Блу-Еш розташований за координатами 39°14′48″ пн. ш. 84°23′23″ зх. д. / 39.24667° пн. ш. 84.38972° зх. д. (39.246572, -84.389753).  За даними Бюро перепису населення США в 2010 році місто мало площу 19,67 км², з яких 19,63 км² — суходіл та 0,04 км² — водойми.

## Демографія
Згідно з переписом 2010 року, у місті мешкало 12 114 осіб у 5015 домогосподарствах у складі 3404 родин. Густота населення становила 616 осіб/км².  Було 5360 помешкань (273/км²).
Расовий склад населення:
| - 79,9 % — білих - 10,6 % — азіатів - 6,5 % — чорних або афроамериканців - 0,2 % — корінних американців |

До двох чи більше рас належало 2,1 %. Частка іспаномовних становила 2,5 % від усіх жителів.
За віковим діапазоном населення розподілялося таким чином: 22,7 % — особи молодші 18 років, 61,9 % — особи у віці 18—64 років, 15,4 % — особи у віці 65 років та старші. Медіана віку мешканця становила 41,6 року. На 100 осіб жіночої статі у місті припадало 96,0 чоловіків;  на 100 жінок у віці від 18 років та старших — 91,5 чоловіків також старших 18 років.
Середній дохід на одне домашнє господарство  становив 105 241 долар США (медіана — 70 321), а середній дохід на одну сім'ю — 130 334 долари (медіана — 95 511). Медіана доходів становила 65 324 долари для чоловіків та 48 000 доларів для жінок. За межею бідності перебувало 5,3 % осіб, у тому числі 4,2 % дітей у віці до 18 років та 5,1 % осіб у віці 65 років та старших.
Цивільне працевлаштоване населення становило 6102 особи. Основні галузі зайнятості: освіта, охорона здоров'я та соціальна допомога — 26,7 %, науковці, спеціалісти, менеджери — 12,8 %, виробництво — 12,1 %.